# Don Quijote (film, 2000)
Don Quijote (engelska: Don Quixote) är en amerikansk TV-film från 2000 i regi av Peter Yates. Filmen är baserad på Miguel Cervantes Don Quijote från 1605 och 1615. I huvudrollerna som Don Quijote ses John Lithgow och som Sancho Panza Bob Hoskins, i övriga roller märks Isabella Rossellini, Vanessa Williams, Lambert Wilson, Amelia Warner, Tony Haygarth, Peter Eyre, Lilo Baur, James Purefoy och Trevor Peacock.

## Handling
Don Quijote, Riddaren av den sorgliga skepnaden, ger sig ut i världen med sin vapendragare, tillika bonden Sancho Panza. De möter på sin väg många äventyr, räddar damer i nöd, slåss mot jättar och mycket mera. Don Quijote längtar dock ständigt efter sin kärkek, Dulcinea, som han lämnat kvar därhemma. 

## Rollista i urval
- John Lithgow - Don Quijote/Alonso Quixano
- Bob Hoskins - Sancho Panza
- Isabella Rossellini - grevinnan
- Vanessa L. Williams - Dulcinea/Aldonza
- Lambert Wilson - greven
- Amelia Warner - Antonia
- Tony Haygarth - frisören med Mambrinos hjälm
- Peter Eyre - prästen
- Lilo Baur - Teresa Panza, Sanchos hustru
- James Purefoy - Sansón Carrasco
- Trevor Peacock - gästgivare
- Linda Bassett - hushållerska
- Alun Raglan - Rodriguez
- Michael Feast - doktor